# Ussari (movimento letterario)
Gli Ussari sono stati un movimento letterario francese degli anni cinquanta i cui membri si opponevano all'esistenzialismo e alla figura dell'intellettuale impegnato personificata da Jean-Paul Sartre.

## Origini
Il termine fu coniato dal critico letterario Bernard Frank con intenti ironici nell'articolo "Grognards et hussars" ("Vecchie guardie e ussari"), pubblicato nel dicembre 1952 su Les Temps Modernes. Frank prese il termine dal romanzo L'ussaro blu di Roger Nimier, capofila del movimento.

## Membri
Gli "ussari" erano guidati da Jacques Chardonne e Paul Morand e comprendevano Antoine Blondin, Michel Déon, Jacques Laurent, Françoise Sagan e Roger Nimier. Come nel caso di molti altri movimenti letterari e artistici, molti membri rigettarono l'etichetta imposta, Déon e Laurent arrivando a negare l'esistenza stessa del movimento. Altri autori, come Kléber Haedens, Stephen Hecquet, Félicien Marceau e Jacques Perret, accettarono invece coscientemente di farne parte.

## Ideologia
Il movimento può essere inteso anche come l'espressione letteraria del gruppo politico reazionario Action Française o, in un senso più ampio, della cultura di destra. Se il movimento degli anni Cinquanta e Sessanta ha poco a che fare con l'Action Française d'anteguerra, Jacques Chardonne e Paul Morand non hanno mai rinnegato le idee di gioventù.
Gli ussari (con Nimier in testa) difesero il controllo francese sull'Algeria e firmarono il "Manifesto degli intellettuali francesi", una risposta al "Manifesto dei 121" firmato da Sartre per invitare alla diserzione. Il gruppo manifestò pubblicamente anche la sua opposizione alla politica di De Gaulle in Algeria.
Quasi tutti i membri parteciparono in seguito ai Cahiers de la Table Ronde (poi rititolati La Table Ronde), una rivista creata allo scopo di contrastare la predominanza culturale di Les Temps Modernes di Sartre.
Bernard Frank è invece considerato l'eccezione "di sinistra" (e tardiva) tra gli ussari.

## Poetica
La particolarità letteraria degli ussari sta nel loro stile rapido e incisivo. Nel suo articolo, Frank lo descrive così: "Si dilettano con la frase breve, di cui si ritengono gli inventori. La maneggiano come se fosse una mannaia. A ogni frase muore qualcuno".
Gli ussari rigettavano la letteratura a loro contemporanea e si rifacevano a una specifica tradizione, riconoscendosi piuttosto nella "linea" che va dal Cardinale di Retz e da Saint-Simon a Paul Morand, Henry de Montherlant e Marcel Aymé, passando per Stendhal e Alexandre Dumas. Nel pantheon degli ussari figuravano anche Georges Bernanos (per Nimier) e Joseph Conrad (per Déon).
Gli ussari accusarono Sartre e gli esistenzialisti di scrivere "romanzi a tesi", a cui contrapponevano "il bel linguaggio, i romanzi ben fatti, la disinvoltura e l'azione". Rifiutando lo sperimentalismo del nouveau roman a essa contemporaneo, questa "reazione neoclassica" si rifaceva alle forme più codificate dell'espressione letteraria, senza rimetterne in discussione il linguaggio e la funzione.